# La Peña (Orense)
La Peña (llamada oficialmente A Pena) es una entidad de población actualmente despoblada, situada en la parroquia de Manzaneda, del municipio español de Manzaneda, en la provincia de Orense, Galicia.

## Demografía
| Gráfica de evolución demográfica de La Peña entre 2015 y 2022 |
|                                                               |
| Datos según el nomenclátor publicado por el INE.              |